# Stankiv, Strîi
Stankiv (în ucraineană Станків) este localitatea de reședință a comunei Stankiv din raionul Strîi, regiunea Liov, Ucraina.

## Demografie
Componența lingvistică a localității Stankiv
     Ucraineană (99,19%)
     Alte limbi (0,57%)
Conform recensământului din 2001, majoritatea populației localității Stankiv era vorbitoare de ucraineană (99,19%), existând în minoritate și vorbitori de alte limbi.